# Marcel Canneel
Marcel René Marie Canneel (Sint-Joost-ten-Node, 30 januari 1894 – Brussel, 6 januari 1953) was een Belgisch schilder.

## Leven en werk
Marcel Canneel was het jongste kind van ingenieur Jules-Marie Canneel sr. (1857-1940) en Marie Eugénie Emilie Van Langenhoven. Zijn vader was architect en vanaf 1894 leraar architectuur aan de academie in Sint-Gillis, hij schilderde en tekende ook. Andere kunstzinnige familieleden waren Jules' grootvader, de schilder Théodore-Joseph Canneel en Marcels broers Jules, Eugène en Jean Canneel die beeldhouwer of schilder werden. Marcel ging als decoratieschilder aan de slag bij F. Baes, maar koos voor de kunst. In tegenstelling tot zijn broers volgde hij geen academische opleiding en vormde zichzelf als autodidact. Hij schilderde onder meer figuren, landschappen, oorlogstaferelen, stadsgezichten en stillevens. Aanvankelijk werkte hij in een impressionistische stijl, die ontwikkelde naar een meer streng en gesynthetiseerde vormgeving. Canneel exposeerde meerdere malen, onder andere samen met zijn broer Jean bij de Cercle d'Art du Vieux Cornet in Ukkel (1920) en de Cercle Artistique et Littéraire in Brussel (1924).
Marcel Canneel overleed een aantal weken voor zijn 59e verjaardag.
- RKD-Nederlands Instituut voor Kunstgeschiedenis: 15117